# Croix de Gasperich
La croix de Gasperich est un échangeur autoroutier situé dans la banlieue sud de la ville de Luxembourg, dans le quartier de Gasperich.
Elle constitue un échangeur complet entre l'Autoroute A3 (axe nord-sud) et l'Autoroute A1 (à l'est) et l'Autoroute A6 (à l'ouest).
Le trafic y a été multiplié par huit entre 1985 et 2015, pour atteindre 90 000 véhicules jours en pointe.
L'échangeur doit être réorganisé à l'occasion de l'élargissement à 2 x 3 voies de l'autoroute A3.